# Atelier-Museu Júlio Pomar
 (mai 2025).
La mise en forme du texte ne suit pas les recommandations de Wikipédia : il faut le « wikifier ».
Les points d'amélioration suivants sont les cas les plus fréquents. Le détail des points à revoir est peut-être précisé sur la page de discussion.
- Les titres sont pré-formatés par le logiciel. Ils ne sont ni en capitales, ni en gras.
- Le texte ne doit pas être écrit en capitales (les noms de famille non plus), ni en gras, ni en italique, ni en « petit »…
- Le gras n'est utilisé que pour surligner le titre de l'article dans l'introduction, une seule fois.
- L'italique est rarement utilisé : mots en langue étrangère, titres d'œuvres, noms de bateaux, etc.
- Les citations ne sont pas en italique mais en corps de texte normal. Elles sont entourées par des guillemets français : « et ».
- Les listes à puces sont à éviter, des paragraphes rédigés étant largement préférés. Les tableaux sont à réserver à la présentation de données structurées (résultats, etc.).
- Les appels de note de bas de page (petits chiffres en exposant, introduits par l'outil «  Source ») sont à placer entre la fin de phrase et le point final[comme ça].
- Les liens internes (vers d'autres articles de Wikipédia) sont à choisir avec parcimonie. Créez des liens vers des articles approfondissant le sujet. Les termes génériques sans rapport avec le sujet sont à éviter, ainsi que les répétitions de liens vers un même terme.
- Les liens externes sont à placer uniquement dans une section « Liens externes », à la fin de l'article. Ces liens sont à choisir avec parcimonie suivant les règles définies. Si un lien sert de source à l'article, son insertion dans le texte est à faire par les notes de bas de page.
- La présentation des références doit suivre les conventions bibliographiques. Il est recommandé d'utiliser les modèles {{Ouvrage}}, {{Chapitre}}, {{Article}}, {{Lien web}} et/ou {{Bibliographie}}. Le mode d'édition visuel peut mettre en forme automatiquement les références.
- Insérer une infobox (cadre d'informations à droite) n'est pas obligatoire pour parachever la mise en page.

Pour une aide détaillée, merci de consulter Aide:Wikification.
Si vous pensez que ces points ont été résolus, vous pouvez retirer ce bandeau et améliorer la mise en forme d'un autre article.
 (mai 2025).
Si vous disposez d'ouvrages ou d'articles de référence ou si vous connaissez des sites web de qualité traitant du thème abordé ici, merci de compléter l'article en donnant les références utiles à sa vérifiabilité et en les liant à la section « Notes et références ».
L'Atelier-Museu Júlio Pomar est un musée situé à Lisbonne, au Portugal, dont la mission est de préserver et de promouvoir le travail de Júlio Pomar (1926-2018) à travers des expositions temporaires, événements, conférences et des activités pédagogiques. Installé entre deux des quartiers les plus populaires de la ville, Bairro Alto et Madragoa, le musée a été conçu par l'architecte Álvaro Siza (Matosinhos, 1933), lauréat du prix d'Architecture Prtizker en 1992. Les collections du musée comprennent environ 1 500 œuvres de Júlio Pomar et d'autres artistes qui lui étaient proches.

## Histoire du musée
Le projet architectural de l'Atelier-Musée Júlio Pomar a été conçu par l'architecte Álvaro Siza Vieira (Matosinhos, 1933), vainqueur du Prix Pritzker en 1992.
 Acquis en 2000 par la mairie de Lisbonne, cet ancien entrepôt, situé dans la rue Do Vale, était destiné à devenir l'atelier de Júlio Pomar, qui a vécu dans cette même rue durant les dernières années de sa vie. Les rénovations se sont étalées sur plusieurs années et, en 2010, l'artiste a renoncé à en faire son atelier, ce qui a permis d'ouvrir l'espace en tant que musée plus tôt que prévu. Le projet d'Álvaro Siza Vieira ainsi que le nom de cet espace culturel, Atelier-Musée, témoignent de sa fonction originelle.

## La collection
Le musée abrite une collection qui comprend plusieurs centaines d'œuvres (peintures, dessins, collages, gravures, sculptures, assemblages) provenant de la collection de la Fondation Júlio Pomar. Les réserves du musée comprennent environ 1 500 œuvres de Júlio Pomar et d'autres artistes qui lui étaient proches.

## Le bâtiment

### La cour
Le musée dispose d'un petit patio qui constitue un espace de repos accueillant au cœur du quartier. Álvaro Siza décrit le patio comme « un lieu accueillant avec des bancs et des azulejos (carreaux de faïence décorés) de Júlio Pomar ». Il précise : « C'est une sorte d'antichambre à l'espace de réception et à ce qui se dévoile en entrant. Júlio Pomar souhaitait y placer les carreaux ici, et j'y ai consenti. Dans la composition architecturale, les entrées sont des espaces qui invitent le public à entrer et elles sont essentielles à l'itinéraire et à l'expérience séquentielle des lieux ».